# Małżowina puszkowa
Małżowina puszkowa (łac. concha bullosa) - wada anatomiczna polegająca na istnieniu komórki powietrznej w kości małżowiny nosowej środkowej. Jej występowanie wynosi 13-53%. Blaszka kostna małżowiny jest rozdęta. Często mała komórka pneumatyczna pozostaje bezobjawowa. Duże upowietrznienie małżowiny nosowej środkowej może powodować niedrożność nosa i wtórnie przyczyniać się do rozwoju zapalenia zatok przynosowych na skutek zamknięcia przewodu nosowego środkowego uniemożliwiając odpływ wydzieliny z zatoki czołowej, szczękowej i komórek sitowych przednich. Diagnostyka polega na wykonaniu tomografii komputerowej zatok przynosowych, jednak jak wspomniano małżowina puszkowa może być bezobjawowa i wtedy bywa wykrywana w tomografii komputerowej przypadkowo. Leczenie jest operacyjne (czynnościowo-endoskopowa chirurgia zatok przynosowych) i polega na usunięciu rozdętej blaszki kostnej małżowiny nosowej środkowej.